# Canaea ignotalis
Canaea ignotalis är en fjärilsart som beskrevs av Johannes Karl Max Röber 1891. Canaea ignotalis ingår i släktet Canaea och familjen Thyrididae. Inga underarter finns listade i Catalogue of Life.